# Cantone di Houdain
Il Cantone di Houdain erea una divisione amministrativa dell'arrondissement di Béthune.
È stato soppresso a seguito della riforma complessiva dei cantoni del 2014, che è entrata in vigore con le elezioni dipartimentali del 2015.
Comprendeva parte del comune di Bruay-la-Buissière e i comuni di:
- Beugin
- Camblain-Châtelain
- Caucourt
- Estrée-Cauchy
- Fresnicourt-le-Dolmen
- Gauchin-Légal
- Hermin
- Houdain
- Maisnil-lès-Ruitz
- Ourton
- Rebreuve-Ranchicourt